# سقاية سيد محمد
سقاية سيد محمد
وتقع هذه السقاية التي اقيمت لغرض النفع العام، في مدينة بغداد خلال العهد العثماني، وموضعها اليوم، في المدرسة الغربية، خارج الباب المعظم، وفيها قبر صاحبها السيد محمد، وحسب الخارطة التي اعدها السيد رشيد الخوجة لمدينة بغداد.